# Hyttebacken
Hyttebacken är en bebyggelse strax öster om Askersund i Askersunds kommun. Från 2015 avgränsar SCB här en småort.